# Kottiginahal, Hospet
Kottiginahal là một làng thuộc tehsil Hospet, huyện Bellary, bang Karnataka, Ấn Độ.